# Platylabus clarus
Platylabus clarus là một loài tò vò trong họ Ichneumonidae.